# 草龜
草龟（学名：Mauremys reevesii），又名烏龜、中华草龟、金龟、珍珠龜、金线龟、墨龟、泥龟、水龟、山龟、臭青龜、长寿龟等，是石龜屬下的一種龜。
草龟一般以植物、虾和小鱼为食物，幼年偏向肉食，成年偏向草食。

## 特征

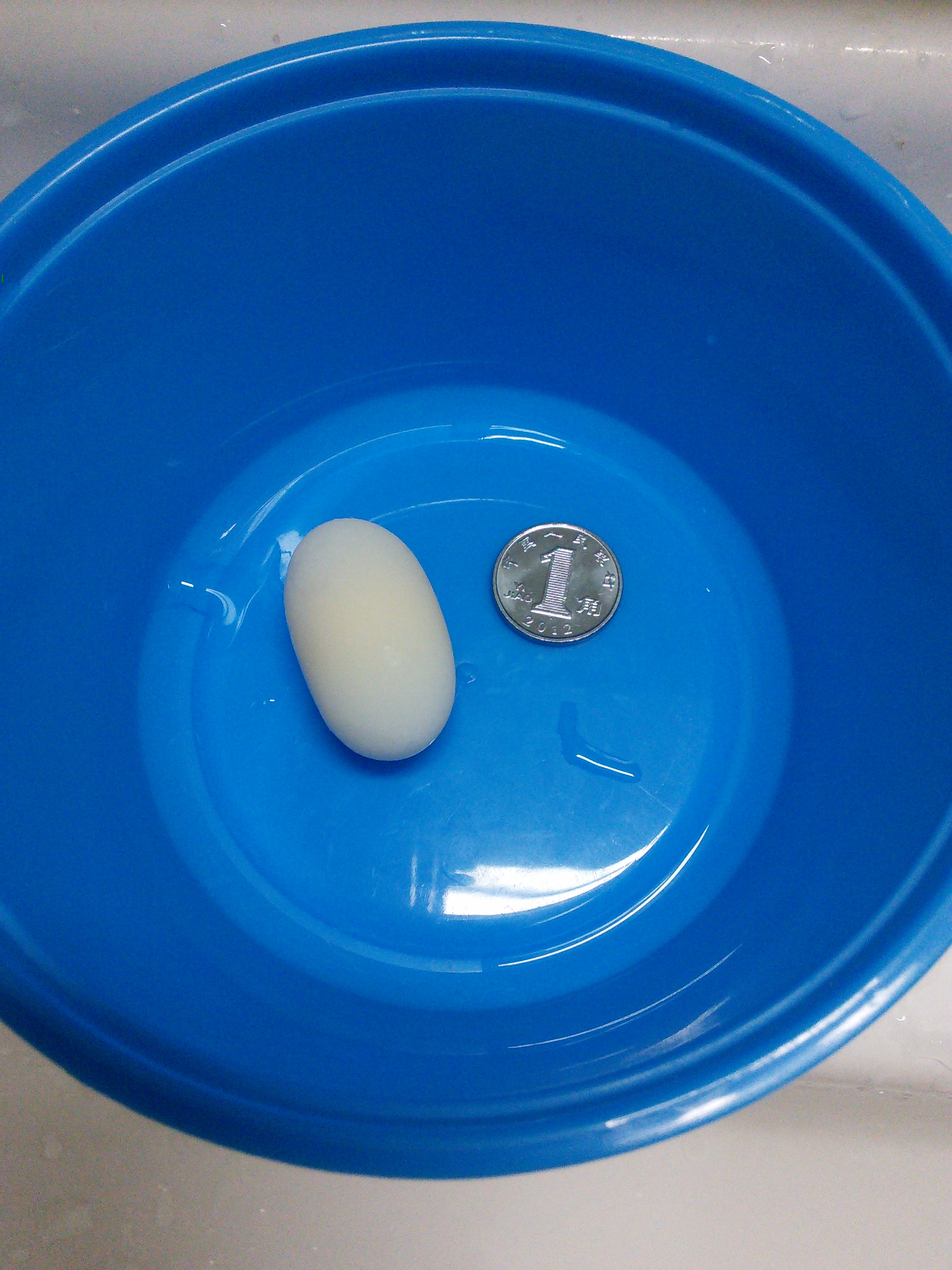
一枚刚刚产下的草龟蛋，以及用来做大小比较的1角硬币。

头、颈侧面有黄色线状斑纹，有三条纵向的隆起，后缘不呈锯齿状；雄体背部为黑色或全身黑色，雌体为棕色，腹面略带一些黄色，均有暗褐色斑纹；四肢比较扁平，有爪子，趾间具有全蹼。
成年的雌雄性个差异大，雄性尾粗，体型小。雌性一般長度為12-15厘米，雄性一般為8-10厘米。雌性殼較闊圓，而雄性殼較窄長，呈長方形。

## 分布
它们分佈在中國大陸、台灣、日本、韓國以及印尼小巽他群島。

## 混種
草龜與其他地龜科混種的能力特強。臘戍擬水龜就是雄性金龜及雌性黃喉擬水龜的混種，但起源不明。牠們也會與花龜、雌性馬來閉殼龜、雄性四眼斑水龜及飼養的日本石龜等都有混種。所以牠們作為寵物時要盡可能與其他同科的成員分開。

## 現況
草龜被世界自然保護聯盟列為瀕危，牠們受到過度捕獵所威脅（目前在台灣為二級保育類）。而對香港及中國大陸而言，草龜因有人工繁殖的市場，而令市面有大量的草龜提供給飼養者。

## 外部連結
- （德文）Weiter zur Infoseite über Chinesische Dreikielschildkröten